# 진선미
진선미(陳善美, 1967년 5월 14일~)는 대한민국의 변호사, 정치인이다. 더불어민주당 소속 제19·20·21·22대 국회의원이자 문재인 정부의 제7대 여성가족부 장관이다.
1996년 사법연수원 28기를 수료하고 민주사회를 위한 변호사 모임 여성인권위원장, 호주제 위헌소송 변호인단 등으로 활동했다. 2012년 대한민국 제19대 국회의원 선거에 민주통합당 비례대표 5번으로 당선되어 정치에 입문하였다. 2018년 8월부터 2019년 9월까지 제7대 여성가족부 장관을 지냈다.

## 생애
진선미는 1967년 5월 14일 전라북도 순창군에서 4남 1녀 중 막내로 태어났다. 아버지인 진영은 1929년 함경남도 영흥군 진평면 출생으로, 한국 전쟁에서 대한민국군으로의 참전을 위해 평양사범대학 1학년 때 남쪽으로 내려와 파견대장으로 수년간 참전하였고, 전라북도 순창문화원장을 지냈다. 오빠로 법조인 진봉헌이 있다.
순창문화원장을 하던 아버지가 중학교 3학년 때 사망한 후, 어머니는 탁구장과 독서실을 운영하며 5남매를 키웠다. 1984년 성균관대학교 법대에 입학한 후 학생운동권과는 거리를 두었는데, 진봉헌이 학생 운동을 하다 제적을 당한 뒤 블랙리스트에 올라 사시 3차에서 낙방하고 막내오빠마저 고려대 운동권으로 부모님의 속을 썩이는 걸 지켜보면서 진선미는 '그런 데서 벗어나 있자'고 일찌감치 생각했었다.
1998년 11월 34세에 사법연수원을 마칠 무렵에 3살 연상의 대학 선배와 결혼하였는데, 서로가 한창 바쁠 때라 혼인신고를 하지 못했다. 이후 변호사가 되고 호주제 폐지운동에 참여하게 되었는데, 호주제를 없애자면서 남편을 호주로 하는 혼인신고를 하는 게 내키지 않아 양쪽의 합의 하에 호주제가 폐지될 때까지 혼인신고를 미루기로 했다. 하지만 호주제가 폐지된 후에도 혼인신고는 하지 않았고, 정계에 진출할 무렵 혼인신고를 할지 고민했으나 굳이 하지 않았고, 국회의원이 된 후 2014년 10월 '생활동반자관계에 관한 법률'을 발의하였다. 2번의 유산을 겪은 이후 임신 계획을 접었고 그 에너지로 사회활동을 더 열심히 하고 나이 들면 아이들을 위한 활동을 하며 살자고 서로 합의하였다. 2016년 제20대 국회의원 선거에서 서울특별시 강동구(갑) 지역구 후보로 나서면서 강동구로 이사를 하였고 동시에 혼인신고도 하였다.

### 변호사 활동
1996년 32세에 사법시험에 합격하여 사법연수원을 28기로 수료한 후 이석태 변호사와의 인연으로 법무법인 덕수에서 변호사 생활을 시작하였다.
2005년 민주사회를 위한 변호사 모임 여성인권위원장과 호주제 위헌소송 변호인단으로 활동하며 헌법재판소의 호주제 헌법불합치 결정을 끌어내는 데 기여하였다. 2006년부터 법률사무소 이안 공동대표로 활동하면서 여성 문제와 관련한 소송을 다수 맡았다.

### 정치 활동
2012년 4월 11일, 민주통합당 비례대표 5번으로서 제19대 국회의원이 되었다. 2012년 6월 28일, 대한민국 제18대 대통령 선거를 앞두고 민주통합당 대선주자 문재인의 선거대책본부 대변인에 임명되었는데, 이는 국회의원 도종환과 함께 공동 대변인에 임명된 것이었다. 문재인이 민주통합당 대선후보로 확정된 후에도 국회의원 진성준과 함께 공동 대변인으로 임명되어 활동하였다.
2013년 3월 18일, 국회 정론관에서 기자회견을 열고 "원세훈 국정원장이 대통령 선거 등 국내 정치에 불법적으로 개입하려 했다는 사실이 드러났다"라고 주장하며 국정원 내부 문건을 공개했는데, 이 문건은 2009년 2월부터 2013년 1월 28일까지 국정원 인트라넷에 게시된 '원장님 지시·강조 말씀' 자료였다. 같은 날 국정원은 '원장님 지시·강조 말씀'이 사실임을 인정했다. 이것은 대한민국 국가정보원 여론 조작 사건과 연동된 사안이어서 국민들의 이목을 집중시켰다. 국회 안전행정위원회 위원, 새정치민주연합 정책위 부의장 등으로서 활동하였다. '부산 형제복지원 사건 진상규명법'을 대표발의하는 등 민주주의, 인권 증진, 정의를 목표로 의정활동을 했다.
2014년 5월 20일에 강원도지사 후보 최문순의 선거대책위원회 수석대변인으로 임명되었고 2014년 6월 4일 지방선거에서 최문순이 강원도지사 재선에 성공하는 데 기여하였다.
2014년 10월, 경제정의실천시민연합(경실련)이 선정하는 국정감사 우수의원에 2013년에 이어 2년 연속 선정되었다. 2015년 11월, 국회 보좌진과 정치 담당 기자들이 인정하는 '최고 비례대표'에 선정되었는데, 해당 의원이 소속된 상임위원회 보좌진들의 평가, 해당 의원이 소속된 상임위원회를 담당하는 머니투데이 기자들의 평가를 취합한 결과 50명의 비례대표 국회의원 중 9명의 만점 국회의원이 나왔고 진선미도 그에 포함된 것이다.
2016년 2월 27일, 정의화 국회의장의 '테러방지법' 직권상정에 대항하여 야당의 무제한 토론 필리버스터 18번째 토론자로 나서서 9시간 14분 동안 국회 본회의장에서 연설했다. 제20대 국회의원 선거를 앞두고 서울 강동구 갑 지역위원장 이부영이 정계 은퇴를 고려하면서 진선미를 지역구 후보로 추천하였고 이를 받아들여 강동구(갑)에 출마하게 되었다. 이는 대한민국 선거 역사상 이 지역구 최초의 여성 후보가 되는 것이었고 이후 당선되면서 이 지역구 최초의 여성 국회의원이 되었다. 야당 출신 후보가 이 지역구에서 국회의원이 된 것은 제15대 국회의원 선거가 있던 1996년 이후 20년 만이었다.
제19·20대 국회의원으로서 소라넷 폐쇄, 생활동반자법 발의 등을 추진했다.

### 여성가족부 장관
2018년 8월 문재인 정부에서 여성가족부 장관 후보자로 지명되었고, 2018년 9월 21일 임명되었다.

## 학력
- 순창국민학교 졸업
- 순창중학교 졸업
- 순창여자고등학교 졸업
- 성균관대학교 법과대학 법학 학사

## 경력
- 1996년: 제38회 사법시험 합격
- 사법연수원 28기 수료
- 1999년: 법무법인 <덕수> 변호사
- 내셔널트러스트 문화유산기금 이사
- 여성신문 자문위원
- 한국가정법률상담소 상담위원
- 환경운동연합 공익법률센터 운영위원
- 2004년~2006년: 민변 여성인권위원장
- 2006년~: 법률사무소 <이안> 공동대표 변호사
- 2007년 7월: 대법원 양형위원회 전문위원
- 2010년 4월: 제5회 전국동시지방선거 민주당 서울특별시당 공천심사위원
- 2012년 4월 11일: 대한민국 제19대 국회의원 선거 당선(비례대표, 민주통합당, 초선)
- 2012년 6월~2012년 9월: 민주통합당 제18대 대통령선거 경선 문재인캠프 대변인
- 2012년 9월~2012년 12월: 제18대 대통령선거 민주통합당 문재인후보 선거대책위원회 공동대변인
- 2013년 2월: 민주통합당 국정원 불법선거운동 진상조사위원회 위원
- 2013년 5월: 민주당 을 지키기 경제민주화추진위원회 위원
- 2013년 6월~2013년 7월: 민주당 국가정보원 댓글 의혹 사건 등의 진상규명을 위한 국정조사 특별위원회 위원
- 2014년 4월: 새정치민주연합 신용 및 개인정보대량유출특별위원회 위원
- 2014년 5월~2014년 6월: 제6회 전국동시지방선거 강원지사 최문순후보 선거대책위원회 수석대변인
- 2014년 5월~2015년 5월: 새정치민주연합 원내부대표
- 2014년 9월: 새정치민주연합 정치혁신실천위원회 위원
- 2015년 1월: 새정치민주연합 아동학대 근절과 안심보육 대책위원회 위원
- 성균관대학교 총동문회 부회장
- ~2015년 12월: 새정치민주연합 을지로위원회 법률지원단장
- 2015년 2월~2015년 12월: 새정치민주연합 서울특별시당 강동구 갑 지역위원회 위원장
- 2015년 5월~2015년 12월: 새정치민주연합 법률담당 원내부대표
- 2015년 10월~: 서울경찰청 셉테드연구회 자문위원
- 새정치민주연합 운영위원회 운영위원
- 새정치민주연합 윤리심판원 위원
- 2015년 12월~: 더불어민주당 서울특별시당 강동구 갑 지역위원회 위원장
- 2015년 12월~2016년 5월: 더불어민주당 법률담당 원내부대표
- 2015년 12월~: 더불어민주당 을지로위원회 법률지원단장
- 더불어민주당 예산결산위원회 위원
- 2016년 1월~2016년 4월: 더불어민주당 선거대책위원회 위원
- 2016년 4월 13일: 대한민국 제20대 국회의원 선거 당선(서울 강동구 갑, 더불어민주당, 재선)
- 2017년 2월~2018년 8월: 더불어민주당 인재영입위원회 부위원장
- 2017년 7월~2018년 5월: 더불어민주당 제1정책조정위원장
- 2017년 8월~2018년 8월: 더불어민주당 적폐청산위원회 간사
- 2017년 8월~2018년 6월: 더불어민주당 지방선거기획단 위원
- 2018년 5월~2018년 8월: 더불어민주당 원내수석부대표
- 2018년 9월~2019년 9월: 여성가족부 장관
- 2018년 9월~2019년 9월: 대통령직속 국가균형발전위원회 당연직위원
- 2018년 9월~2019년 9월: 대통령직속 국가생명윤리심의위원회 당연직위원
- 2020년 4월 15일: 대한민국 제21대 국회의원 선거 당선(서울 강동구 갑, 더불어민주당, 3선)
- 2021년 4월~2021년 5월: 더불어민주당 부동산특별위원회 위원장
- 2022년 11월~2024년 10월: 더불어민주당 전국사회적경제위원회 위원장
- 2023년 5월~: 한국여성의정 공동대표
- 2024년 4월 10일: 대한민국 제21대 국회의원 선거 당선(서울 강동구 갑, 더불어민주당, 4선)

### 의정 활동
- 2012년 5월 30일~2016년 5월 29일: 제19대 국회의원(비례대표, 민주통합당→민주당→새정치민주연합→더불어민주당, 초선)
  - 2012년 7월~2013년 3월: 제19대 국회 전반기 행정안전위원회 위원
  - 2012년 7월~2014년 5월: 제19대 국회 전반기 윤리특별위원회 위원
  - 2012년 7월~2013년 5월: 제19대 국회 전반기 운영위원회 위원
  - 2012년 9월~2012년 11월: 제19대 국회 아동·여성대상 성폭력 대책 특별위원회 위원
  - 2013년 3월~2016년 5월: 제19대 국회 전반기, 후반기 안전행정위원회 위원
  - 2014년 5월~2016년 5월: 제19대 국회 후반기 여성가족위원회 위원
  - 2015년 5월~2016년 5월: 제19대 국회 후반기 운영위원회 위원
- 2016년 5월 30일~2020년 5월 29일: 제20대 국회의원(서울 강동구 갑, 더불어민주당, 재선)
  - 2016년 6월~2017년 7월: 제20대 국회 전반기 안전행정위원회 위원
  - 2016년 6월~2017년 5월: 제20대 국회 전반기 예산결산특별위원회 위원
  - 2017년 5월~2017년 9월: 제20대 국회 헌법재판소장(김이수) 임명동의에 관한 인사청문 특별위원회 간사
  - 2017년 6월~2017년 12월: 제20대 국회 헌법개정특별위원회 위원
  - 2017년 7월~2018년 6월: 제20대 국회 전반기 행정안전위원회 간사
  - 2018년 1월~2018년 6월: 제20대 국회 사법개혁특별위원회 위원
  - 2018년 5월~2018년 8월: 제20대 국회 전반기, 후반기 운영위원회 간사
  - 2018년 7월~2018년 9월: 제20대 국회 후반기 과학기술정보방송통신위원회 위원
  - 2018년 9월~2020년 5월: 제20대 국회 후반기 문화체육관광위원회 위원
- 2020년 5월 30일~2024년 5월 29일: 제21대 국회의원(서울 강동구 갑, 더불어민주당, 3선)
  - 2020년 6월~2021년 8월: 제21대 국회 전반기 국토교통위원회 위원장
  - 2021년 9월~2022년 5월: 제21대 국회 전반기 정무위원회 위원
  - 2022년 7월~2024년 5월: 제21대 국회 후반기 기획재정위원회 위원
  - 2022년 11월~2023년 1월: 제21대 국회 용산 이태원 참사 진상규명과 재발방지를 위한 국정조사 특별위원회 위원
  - 2023년 10월~2023년 11월: 제21대 국회 헌법재판소장(이종석) 임명동의에 관한 인사청문 특별위원회 위원
- 2024년 5월 30일~: 제22대 국회의원(서울 강동구 갑, 더불어민주당, 4선)
  - 2024년 6월~: 제22대 국회 전반기 교육위원회 위원
  - 2025년 7월~2025년 7월: 제22대 국회 헌법재판소 재판관 후보자를 겸하는 헌법재판소장(김상환) 임명동의에 관한 인사청문 특별위원회 위원

## 상훈
- 2005년 한국여성단체연합 성평등 디딤돌상
- 제9회 여성신문 미래를 이끌어갈 여성지도자상

## 역대 선거 결과
|  | 36.45% |

|  | 43.79% |

|  | 51.50% |

|  | 50.12% |

## 소속 정당
| 소속 정당 | 소속 정당      | 소속 기간 | 비고      |
| --------- | -------------- | --------- | --------- |
|           | 민주통합당     | 2012~2013 | 정계 입문 |
|           | 민주당         | 2013~2014 | 당명 변경 |
|           | 새정치민주연합 | 2014~2015 | 합당      |
|           | 더불어민주당   | 2015~현재 | 당명 변경 |

## 같이 보기
- 대한민국 제19대 국회의원 선거 민주통합당 후보 목록#비례대표
- 강동구 갑
- 서울 강동구의 국회의원
- 대한민국의 여성가족부 장관